# Éclair Télévision
 (novembre 2023).
La mise en forme du texte ne suit pas les recommandations de Wikipédia : il faut le « wikifier ».
Les points d'amélioration suivants sont les cas les plus fréquents :
- Les titres sont pré-formatés par le logiciel. Ils ne sont ni en capitales, ni en gras.
- Le texte ne doit pas être écrit en capitales (les noms de famille non plus), ni en gras, ni en italique, ni en « petit »…
- Le gras n'est utilisé que pour surligner le titre de l'article dans l'introduction, une seule fois.
- L'italique est rarement utilisé : mots en langue étrangère, titres d'œuvres, noms de bateaux, etc.
- Les citations ne sont pas en italique mais en corps de texte normal. Elles sont entourées par des guillemets français : « et ».
- Les listes à puces sont à éviter, des paragraphes rédigés étant largement préférés. Les tableaux sont à réserver à la présentation de données structurées (résultats, etc.).
- Les appels de note de bas de page (petits chiffres en exposant, introduits par l'outil «  Source ») sont à placer entre la fin de phrase et le point final[comme ça].
- Les liens internes (vers d'autres articles de Wikipédia) sont à choisir avec parcimonie. Créez des liens vers des articles approfondissant le sujet. Les termes génériques sans rapport avec le sujet sont à éviter, ainsi que les répétitions de liens vers un même terme.
- Les liens externes sont à placer uniquement dans une section « Liens externes », à la fin de l'article. Ces liens sont à choisir avec parcimonie suivant les règles définies. Si un lien sert de source à l'article, son insertion dans le texte est à faire par les notes de bas de page.
- La présentation des références doit suivre les conventions bibliographiques. Il est recommandé d'utiliser les modèles {{Ouvrage}}, {{Chapitre}}, {{Article}}, {{Lien web}} et/ou {{Bibliographie}}. Le mode d'édition visuel peut mettre en forme automatiquement les références.
- Insérer une infobox (cadre d'informations à droite) n'est pas obligatoire pour parachever la mise en page.

Pour une aide détaillée, merci de consulter Aide:Wikification.
Si vous pensez que ces points ont été résolus, vous pouvez retirer ce bandeau et améliorer la mise en forme d'un autre article.
 (janvier 2021).
Éclair Télévision (Éclair TV) est une ancienne chaîne de télévision généraliste privée commerciale française de proximité diffusée dans le département d'outre-mer de la Guadeloupe.

## Histoire
Éclair Télévision est une chaîne de télévision guadeloupéenne créée en 1985 à Basse-Terre par les frères et cousin MORADEL (Alain MORADEL, Mario MORADEL et Eric MORADEL). Elle diffuse pour la première fois le 02 avril 1985 en diffusion pirate durant 13 ans, puis elle est autorisée par la CNCL en 1998.
À l’origine la chaîne Éclair Télévision est le prolongement d’une radio associative sous le nom Éclair FM autorisée depuis 1983. Cette radio, Éclair FM est passée en radio commercial catégorie B sur trois fréquences 96, 101 et 103.2 en 2006. ETV est née d’une volonté populaire de toute une région, la BASSE-TERRE laissée pour compte par la chaîne publique RFO, BASSE-TERRE enclavée géographiquement puis économiquement depuis l’éruption de la Soufrière en 1976.
À la suite d'une grève du personnel en décembre 2008 pour non-paiement des salaires et d'un conflit avec la direction, la chaîne arrêta d'émettre sur la Guadeloupe durant 4 ans jusqu'à début décembre 2012 ou la chaîne intègre le bouquet de la TNT sur le canal numéro 11.
Elle devient la première chaîne de télévision à émettre en haute définition sur la TNT en Guadeloupe.
La même année le 6 août 2012 par ordonnance du Tribunal Mixte de Pointe-à-Pitre l'entreprise Éclair Télévision est placé en redressement judiciaire, le 22 novembre 2012 le tribunal prononce la liquidation judiciaire de l'entreprise.
Le 24 avril 2013 un rebondissement intervient dans l'affaire avec une rétraction de redressement et de liquidation judiciaire par ordonnance de cour d'Appel de Basse-Terre.
En mai 2013 la chaîne Éclair Télévision rediffuse les programmes de la société SAS ETV GLOBAL qui vient de lancer sur les Antilles une nouvelle chaîne de télévision dénommée ETV, cette nouvelle chaîne est présente sur les canaux non hertziens (WSG, Canal Sat en avril 2013, puis Orange TV à partir de 2017).
Cet accord permet à cette nouvelle chaîne ETV de diffuser également ses programmes sur la TNT au travers des fréquences TNT d'Éclair Télévision.
En avril 2013 Monsieur Mario MORADEL est nommé Président de la SAS ETV GLOBAL enseigne ETV.
Un accord est signé au même moment en 2013 entre Basse Terre Télévision (Éclair TV) et la SAS ETV GLOBAL (ETV) afin de confier à ETV GLOBAL  les opérations techniques de diffusion d'Éclair Télévision sur le simplex de la TNT.
Le 16 avril 2015 sur la base d'un nouvel appel à candidature pour l'utilisation d'une ressource radioélectrique pour la diffusion par voie hertzienne terrestre en mode numérique du service de télévision à vocation locale généraliste dans le département de la Guadeloupe, le CSA renouvèle l'autorisation de la fréquence pour 10 ans à la SA Basse-Terre Télévision enseigne Éclair TV sur la base d'un nouveau projet et de nouveau actionnaire.
Cette même année le CSA attribue une nouvelle fréquence TNT à la société SAS Ultramarine Communication enseigne Alizés TV.
Un accord conjoint est signé entre Alizés TV et Éclair TV pour la gestion du 2e multiplex par la SAS ETV GLOBAL  (ETV) qui sera en charge d’assurer les opérations techniques sur la TNT des deux chaînes Éclair TV et Alizés TV conformément à l’article 30-2 de la loi du 30 septembre 1986 modifiée.
En février 2020 un conflit entre deux actionnaires Monsieur Mario MORADEL et Monsieur Jean-Yves FRIXON éclate.
Par assemblée générale du 31 août 2020, les actionnaires de la SAS ETV GLOBAL (ETV) révoque le Président Mario MORADEL pour de nombreux manquement comptable et administratif, Monsieur Jean-Yves FRIXON est nommé nouveau Président de la SAS ETV GLOBAL (ETV).
La chaîne arrête d'émettre sur la TNT en septembre 2020 à la suite d'un litige commercial avec l'opérateur multiplex de la TNT Guadeloupe.
En 2021 la société Eclair Télévision sera finalement condamnée le tribunal mixte de commerce de Pointe-à-Pitre à 109 000 euros pour le paiement des factures impayées pour ses opérations de diffusion sur la TNT.
Le 19 octobre 2022 Mario MORADEL décède à l'âge de 60 ans à la suite d'une embolie pulmonaire.
La chaîne arrête définitivement d'émettre sur le satellite le câble et l'IP tv le 16 février 2023 à la suite de la liquidation de la société Eclair Média Télévision. Cette nouvelle société qui avait été créée fin 2020 dont les actionnaires sont la société BEB représentée par Bruno Blandin président du UDE-MEDEF GUADELOUPE, la société HOTELIERE KARUKERA représentée par Daniel Arnoux et dont l’actionnaire principal est Monsieur Patrick VIAL COLLET, actuel Président de la CCIG, Jean-Michel PENCHARD dirigeant des agences de voyage PENCHARD, Jean-Paul FISCHER ex dirigeant de la SEMSAMAR ainsi que Thierry FUNDERE journaliste et Mario MORADEL décédé en novembre 2022.
Le tribunal mixte de commerce de Pointe-à-Pitre a prononcé la liquidation judiciaire d'ETV Médias Télévision, un mois après son placement en redressement judiciaire. Elle avait une dette de plus de 400 000 euros accumulés en moins de deux ans.
Le tribunal mixte de commerce de Pointe-à-Pitre a prononcé la liquidation judiciaire de Basse-Terre Télévision enseigne Eclair Télévision le 04 mai 2023 à la suite d'une dette envers le diffuseur ETV GLOBAL de 110 787,71 euros.
La chaîne disparait du bouquet SFR Caraïbes le 02 octobre 2023

### Slogans
- 1998 à 2020 « Une autre approche, qui nous rapproche »
- 2020 à 2023 « On vous aime ! »

## Dirigeants
Président : Jean-Michel PENCHARD (1998)
Président : Mario MORADEL (2000 à 2022)
Un administrateur provisoire a été nommé par le tribunal de commerce de Pointe à Pitre (Me MIROITE) en novembre 2022 à la suite du décès de Mario MORADEL le 19 octobre 2022.
La liquidation de la société la SAS Basse-Terre Télévision enseigne Eclair Télévision a été prononcée par le Tribunal de Commerce de Pointe-à-Pitre en février 2023.
En juin 2023 un des actionnaires Eric MORADEL et représentant de la SA MORADISC entreprend au Tribunal de Commerce de Pointe-à-Pitre une action à l'encontre de plusieurs actionnaires pour des manquements comptables et statutaires.

## Actionnaires

### En 2000
- L'Association ECLAIR 50,00%
- AGENCE PENCHARD SA 11,40%
- Erick MORADEL 10,87%
- MORADISC SA 10,00%
- SA MARCHEND 9,62%
- LA MIG 3,85%
- RHODES FELIXE 3,85%
- ALAIN MORADEL 0,19%
- MARIO MORADEL 0,19%
- PENCHARD Gérard 0,02%
- JEAN-MICHEL PENCHARD 0,02%

### En 2015
La société Basse-Terre Télévision est une société anonyme au capital de 79 248 €. La répartition du capital déclaré au CSA est la suivante :
- Mario MORADEL 38%
- DEVELOPPEUR EXPERT 20%
- Agence PRENCHARD 11,40%
- Jean-Yves FRIXON 10,75%
- Bruno BLANDIN 10%
- SA MARCHEND 9,62%
- Alain MORADEL 0,19%
- Gérard PENCHARD 0,02%
- Jean-Michel PENCHARD 0,02%

## Diffusion
Éclair Télévision est diffusée dans le département de la Guadeloupe.
La chaîne a cessé d'émettre dès novembre 2009 à la suite d'une grève du personnel pendant 4 ans.
En novembre 2012 la chaîne rediffuse de nouveau des programmes sur la TNT grâce à l'arrivée de deux nouveaux actionnaires.
La chaîne n'est pas diffusée sur le satellite ni sur le câble ni sur l'IPTV (WSG, CANAL SAT, ORANGE, SFR) elle diffusera dans un premier temps de novembre 2012 à avril 2015 sur le canal 11 du simplex de la TNT en Guadeloupe.
En avril 2015 le simplex est transformé en multiplex à la suite de l'arrivée d'une nouvelle chaîne Alizés TV sur la TNT (canal 12).
Conformément à l’article 30-2 de la loi du 30 septembre 1986 modifiée, un accord conjoint est signé entre Éclair TV et Alizés TV pour la gestion du 2e multiplex par ETV GLOBAL (ETV) qui sera en charge d’assurer les opérations techniques des deux chaînes sur la TNT.
Par manque de moyen financier seul l'émetteur de la Citerne à la Soufrière Basse-Terre est utilisé et actif, émetteur qui permet de couvrir 68% de la Guadeloupe.
En septembre 2020 Éclair TV arrête d'émettre sur la TNT à la suite d'un litige commercial avec la SAS ETV GLOBAL.
La chaîne Éclair TV n'étant plus diffusée sur aucun réseau privé et hertzien elle signe un contrat de diffusion avec CANAL SATELLITE et rediffuse des nouveaux programmes le 31 décembre 2020.
La chaîne arrête définitivement d'émettre sur le satellite le câble et l'IP tv le 16 février 2023 à la suite de la liquidation de la société Éclair Média Télévision et à la suite de la liquidation de Basse-Terre Télévisons enseigne Eclair Télévision le 04 mai 2023.